# Cheilotrichia (Empeda) exilistyla
Cheilotrichia (Empeda) exilistyla is een tweevleugelige uit de familie steltmuggen (Limoniidae). De soort komt voor in het Nearctisch gebied.